# 1138
Високе Середньовіччя  •  Золота доба ісламу  •  Реконкіста  •  Хрестові походи  •  Київська Русь

## Геополітична ситуація
Візантію очолює Іоанн II Комнін (до 1143). Конрад III став королем Німеччини (до 1152), Людовик VII Молодий королює у Франції (до 1180).
Апеннінський півострів розділений: північ належить Священній Римській імперії, середню частину займає Папська область, більша частина півдня належить Сицилійському королівству. Деякі міста півночі: Венеція, Піза, Генуя, мають статус міст-республік.
Південь Піренейського півострова захопили Альморавіди. Північну частину півострова займають християнські Кастилія, Леон (Астурія, Галісія), Наварра та Арагонське королівство (Арагон, Барселона). Королем Англії є Стефан Блуаський (Етьєн де Блуа, до 1154), триває громадянська війна в Англії 1135—1154. Королем Данії став Ерік III (до 1146).
У Київській Русі княжить Ярополк Володимирович (до 1139). Утворилася Новгородська республіка. У Польщі почався період роздробленості. На чолі королівства Угорщина стоїть Бела II (до 1141).
На Близькому сході існують держави хрестоносців: Єрусалимське королівство, Антіохійське князівство, Едеське графство, графство Триполі. Сельджуки окупували Персію та Малу Азію, в Єгипті владу утримують Фатіміди, у Магрибі Альмохади потіснили Альморавідів, у Середній Азії правлять Караханіди, Газневіди втримують частину Індії. У Китаї співіснують держава ханців, де править династія Сун, держава чжурчженів, де править династія Цзінь, та держава тангутів Західна Ся. На півдні Індії домінує Чола. В Японії триває період Хей'ан.

## Події
- Королем Німеччини обрано Конрада III з династії Гогенштауфенів. Генріх Гордий відмовився підкоритися йому, і новий король позбавив його обох графств — Баварії та Саксонії.
- Помер князь Польщі Болеслав III Кривоустий, залишивши після себе статут, який поділив його володіння між синами, що започаткувало період роздробленості в Польці. Новим князем став Владислав II Вигнанець, отримавши Сілезію, Болеслав Кучерявий отримав Мазовію, Мешко — Великопольщу, Генріх — Сандомир та Люблін.
- Після смерті Анаклета II його прихильники обрали антипапою Віктора IV, однак він підкорився Іннокентію II.
- Перша згадка про консулів Флоренції свідчить про утворення Флорентійської республіки.
- У Йоркширі, в битві Штандартів, англійці розбили шотландського короля Давида I.
- 11 жовтня відбувся землетрус в Алеппо, один із найстрашніших в історії. Він забрав життя 230 тис. людей.
- 1138—1145 — Кілікійське князівство приєднано до Візантії
- Королем В'єтнаму став Лі Ань Тонг
- Полководець  Юе Фей пішов на Кайфен проти чжурчженів, але імператор Гао-цзун повернув його назад.